# Гетто в Дзержинске (Минская область)
Гетто в Дзержи́нске (Ко́йданово) (лето 1941 — 21 октября 1941) — еврейское гетто, место принудительного переселения евреев города Дзержинск Минской области в процессе преследования и уничтожения евреев во время оккупации территории Белоруссии войсками нацистской Германии в период Второй мировой войны.

## Оккупация Дзержинска и создание гетто
В городе Дзержинске (Койданово) в 1939 году проживали 1314 евреев — 15 % населения. Город находился под немецкой оккупацией три года — с 28 июня 1941 года до 7 июля 1944 года. Городскую управу возглавил прибывший с немецкими военными обозами сын слуцкого помещика Дмитриев.
Немцы очень серьёзно относились к возможности еврейского сопротивления, и поэтому в большинстве случаев в первую очередь убивали в гетто или ещё до его создания евреев-мужчин в возрасте от 15 до 50 лет —несмотря на экономическую нецелесообразность, так как это были самые трудоспособные узники. Исходя из этих соображений, в начале июля 1941 года немцы схватили в городе 16 молодых парней-евреев, отвели их в берёзовую рощу около деревни Клыповщина и убили их в месте, находящемся сейчас возле железнодорожного полотна в направлении на Столбцы в 150 метрах направо на 793-м километре. Это было первое засвидетельствованное местными жителями массовое убийство евреев в районе

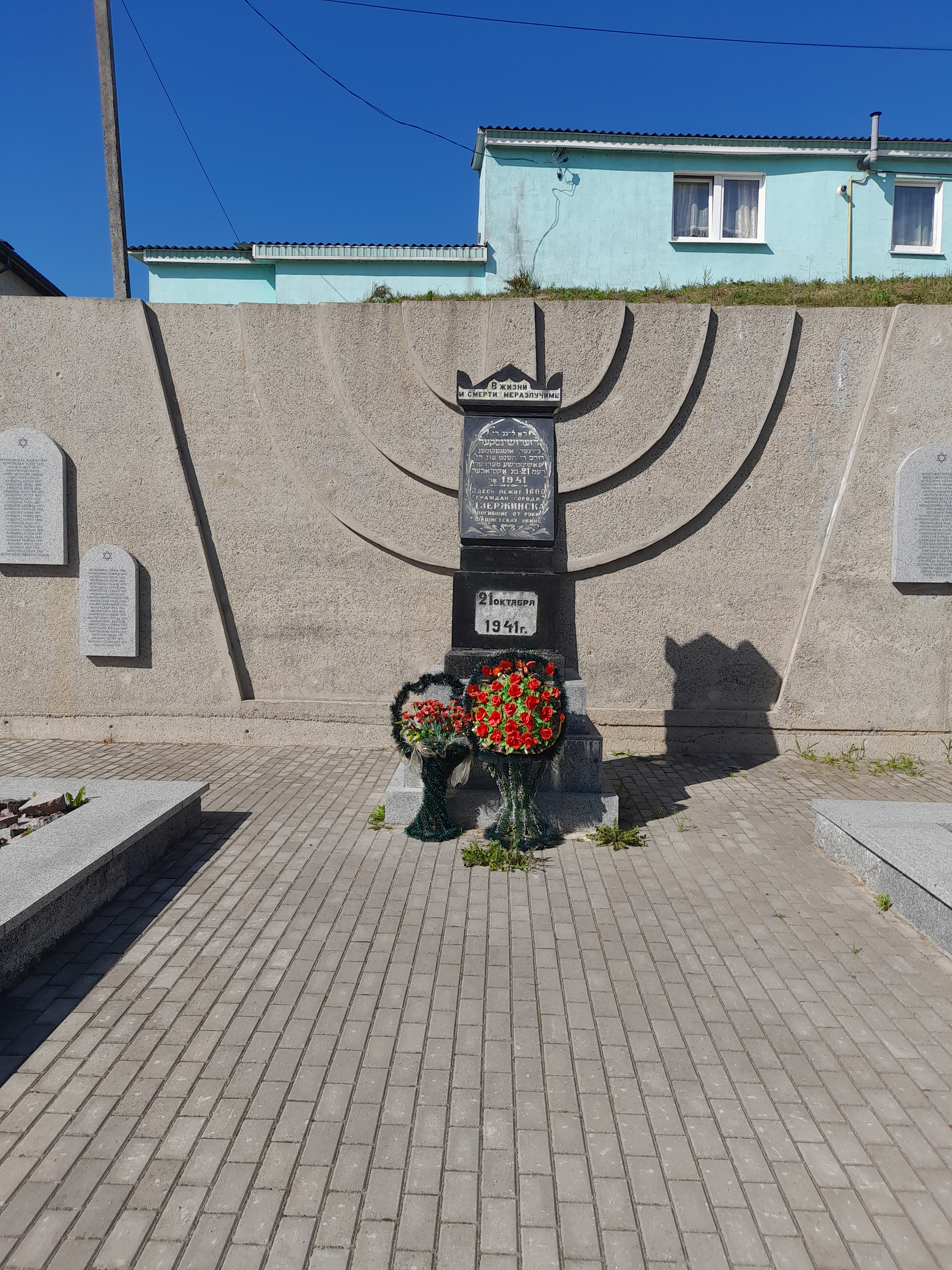

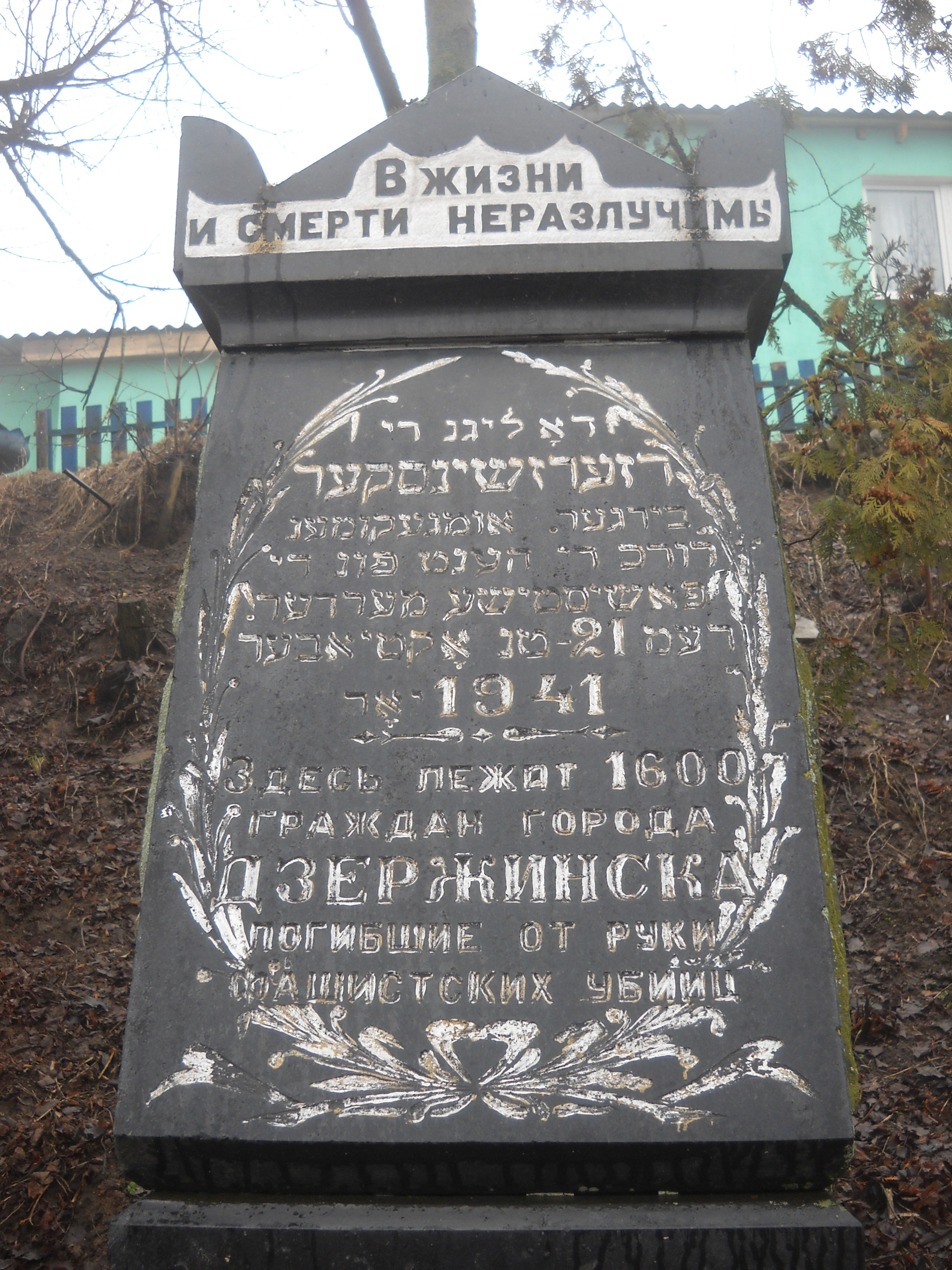
Памятник на месте убийства 21 октября 1941 года.

Реализуя гитлеровскую программу уничтожения евреев, немцы согнали евреев Дзержинска и близлежащих деревень в гетто, под которое отвели улицы Октябрьскую, Советскую и Первомайскую.

## Уничтожение гетто
21 (20) октября 1941 года в Дзержинске на улице Первомайская вблизи кальвинского костёла в заранее вырытой яме длиной 32 метра и шириной 4 метра примерно за 2,5 часа были расстреляны 1920 евреев (по уточнённым данным акта ЧГК от 30 сентября 1944 года).
Убийцами были литовские полицаи (около 40 человек) во главе с майором Импулявичусом. В этой «акции» (таким эвфемизмом гитлеровцы называли организованные ими массовые убийства), помимо карательных подразделений, также участвовали и силы вермахта.

## Организаторы и исполнители убийств
В результате расследований было установлено, что главными организаторами убийств евреев Дзержинска и района были начальник жандармерии района Ригель; начальник района Дмитриев, который лично принимал участие в расстрелах евреев Дзержинска; начальник районной полиции Шваб Богдан; Витковский Николай, Хаменко Иван, которые лично принимали участие в расстрелах, сожжениях и других зверствах.

## Случаи спасения и Праведники мира
В Дзержинске два человека — Зуевская Анна и Харитон Елизавета — за спасение Церлюкевича Владимира были удостоены почётного звания «Праведник народов мира» от израильского мемориального института «Яд Вашем» «в знак глубочайшей признательности за помощь, оказанную еврейскому народу в годы Второй мировой войны».

## Память
В 1949 (1957) году жертвам Катастрофы в Дзержинске на месте расстрела был установлен памятник, на котором одном из первых в СССР была сделана надпись на языке идиш.